# Józef Gruszka (1889–1967)
Józef Gruszka (ur. 1889 w Raszczycach, zm. 1967 w Raciborzu) – powstaniec śląski, działacz plebiscytowy, działacz społeczny, nauczyciel.
Pochodził z rodziny robotniczej. Ukończył szkołę ludową, a następnie uczył się zawodu ślusarza w Raciborzu. W 1906 roku wyjechał do Bottrop, gdzie jako ślusarz podjął pracę w kopalni. W czasie pobytu w Westfalii udzielał się jako działacz polonijny, uczył również w polskiej szkole. W 1919 roku został oddelegowany do Krakowa na kurs agitacyjno-plebiscytowy i skierowany do Polskiego Komisariatu Plebiscytowego. Działał w powiecie kluczborskim, gdzie na kilka tygodni został aresztowany, strzeleckim i raciborskim. Brał udział w III powstaniu śląskim. Od października 1922 roku aż do wybuchu II wojny światowej był kierownikiem szkoły powszechnej w Adamowicach (kwalifikacje uzupełniał w Krakowie w latach 1924–1928). Był także prezesem zarządu miejscowej grupy Związku Powstańców Śląskich oraz sekretarzem gminnym. Tuż przed II wojną światową organizował Ochotnicze Oddziały Powstańcze. Po wybuchu wojny został aresztowany i uwięziony, a w 1943 roku skierowany na przymusowe roboty do huty Silesia w Rybniku. Po wojnie ponownie pełnił obowiązki kierownika szkoły w Adamowicach, gdzie był również naczelnikiem gminy, a później sołtysem. Należał do Polskiej Zjednoczonej Partii Robotniczej. W 1956 roku przeszedł na emeryturę. Został odznaczony m.in. Krzyżem Oficerskim Orderu Odrodzenia Polski. Był ojcem urodzonego w 1919 roku Józefa Gruszki, historyka i nauczyciela.